# Білостоцький повіт (Російська імперія)
Білостоцький повіт (пол. Powiat białostocki, біл. Беластоцкі павет) — історична адміністративно-територіальна одиниця Гродненської губернії Російської імперії з центром у місті Білосток. Повіт було створено 1808 року у складі Білостоцької області (землі було передано Російській імперії за Тільзитським миром), 1843 року віднесено до Гродненської губернії (містився у її північній частині). У 1921 році під владою Другої Речі Посполитої білостоцький повіт було передано Білостоцькому воєводству з майже повною зміною внутрішнього адміністративно-територіального устрою.
Центр — місто Білосток. Мав у підпорядкуванні 12 волостей. Займав близько 2,9 тисяч км².

## Волості
На 1913 рік повіт поділявся на 12 волостей:
- Білосточанська
- Городоцька
- Дойлидська
- Заблудівська
- Звиківська
- Крипнянська
- Михайлівська волость
- Обрубниківська
- Притулянська
- Хорощанська
- Юхновецька
- Ясвильська

За даними перепису населення 1897 року в повіті жило 206,6 тис. осіб. Поляки — 34,0%; Євреї — 28,3%; Білоруси — 26,1%; Росіяни — 6,7%; Німці — 3,6%;. У повітовому центрі проживало 66 032 осіб.